# Macy's
Macy's (inițial R. H. Macy & Co.) este un lanț de magazine american fondat în 1858 de Rowland Hussey Macy. A devenit o diviziune a magazinelor federate cu sediul din Cincinnati, în 1994, prin care este afiliată cu lanțul de magazine de la Bloomingdale's; compania deținută a fost redenumită Macy's, Inc. în 2007. În 2015, Macy's a fost cea mai mare companie din Statele Unite, cu vânzări cu amănuntul. De la 1 februarie 2020, existau 551 de magazine (613 cutii), inclusiv 11 flagship-uri (16 cutii) și 385 magneți (431 cutii), pentru un total de 396 magazine core (447 cutii) și 96 de magazine de cartier (102 cutii) , pentru un total de 549 de magazine cu linie completă, inclusiv 212 care prezintă Backstage, 20 care conțin Bluemercury și 36 care dispun de STORY), 49 de galerii de mobilă (54 de cutii), 4 centre de eliberare a mobilierului și 6 magazine independente din culisele cu placa de identificare Macy în funcțiune. în toate Statele Unite, Puerto Rico și Guam. Magazinul său principal este situat în Herald Square din districtul Manhattan din New York City. Compania avea 130.000 de angajați și a obținut venituri anuale de 24,8 miliarde de dolari din 2017.
Macy's a desfășurat parada anuală Macy's Thanksgiving Day Parade în New York din 1924 și a sponsorizat afișarea anuală de artificii din Patru iulie a orașului din 1976. Macy's Herald Square este unul dintre cele mai mari magazine din lume. Magazinul emblematic acoperă aproape un întreg bloc al orașului New York, are aproximativ 1,1 milioane de metri pătrați de spații de vânzare cu amănuntul, include spațiu suplimentar pentru birouri și depozitare și servește ca punct final al paradei Ziua Recunoștinței. Valoarea Herald Square a fost estimată la aproximativ 3 miliarde de dolari.

## Legături externe
- Site web oficial
- The Romance of a Great Store by Edward Hungerford Early History of Macy's 1922
- Straus Historical Society